# Giovanni Antonio Piani
Giovanni Antonio Piani, detto Des Planes (* 1678 in Neapel; † nach 1759) war ein italienischer Violinist und Komponist.

## Leben und Wirken
Pianis Vater Pietro Giacomo Piani, aus Bologna stammend, war Trompeter am Hof von Neapel. Giovanni Antonio Piani studierte am „Conservatorio della Pietá dei Turchini“ bei Gian Carlo Cailò (1652–1722) und Nicola Vinciprova. Ab 1704 hielt er sich in Paris auf, wo er in den Diensten des Louis-Alexandre de Bourbon stand. Auch war hier Jean-Baptiste Senaillé sein Schüler.
In Paris veröffentlichte Piani seine 12 Sonaten für Violine oder Flöte und B. c. Op. 1. Für diesen Druck erhielt er ein zehnjähriges königliches Privileg, welches Nachdrucke verhindern sollte. Dennoch veröffentlichte Le Cène bereits 1716 unter dem Namen Pianis sechs Sonaten aus dieser Sammlung für Flöte und Basso continuo. In der Musikgeschichte ist Pianis Op. 1 bemerkenswert, da erstmals in einem Druck die Bezeichnungen Crescendo, Diminuendo (Dynamik (Musik) und Messa di voce) anzutreffen sind.
Von 1721 bis 1757 war Piani der am besten besoldete Instrumentalist der Wiener Hofmusikkapelle, hier wurde er 1741 unter Kaiserin Maria Theresia zum Leiter der Instrumentalmusik ernannt.